# 栗山次郎
栗山 次郎（くりやま じろう、1952年 - ）は、日本の実業家。浜屋百貨店代表取締役社長。大分県出身。

## 略歴
- 1975年3月 西南学院大学経済学部卒業
- 1975年4月 岩田屋百貨店入社
- 200?年 岩田屋三越取締役常務執行役員
- 2013年 浜屋百貨店専務取締役
- 2014年 浜屋百貨店代表取締役